# 高山丫蕊花
高山丫蕊花（学名：Ypsilandra alpina）为百合科丫蕊花属下的一个种。